# Dekalog (komiks)
Dekalog (tytuł oryginału: Le Décalogue) – francuska seria komiksowa, której scenarzystą jest Frank Giroud. Cykl składa się z dziesięciu tomów, z których każdy zilustrowany był przez innego rysownika. Seria ukazała się w latach 2001–2003 nakładem wydawnictwa Glénat. Po polsku pierwszy tom Dekalogu w 2003 opublikowało wydawnictwo Motopol – Twój Komiks, a w 2016 cykl został wznowiony przez oficynę Scream Comics i wydany przez nią w całości. 

## Fabuła
Seria przedstawia losy ludzi powiązanych z Nahikiem, tajemniczą księgą, która stanowi alternatywę dla Dekalogu. Cofając się w czasie przez 10 kolejnych tomów, od współczesności po czasy Mahometa, poznać można nie tylko warstwę fabularną cyklu, obejmującą takie gatunki, jak kryminał, romans czy thriller, ale także tło historyczne każdej z opowieści.

## Tomy
| Tom | Tytuł i rok wydania polskiego | Tytuł i rok wydania oryginalnego | Rysownik              | Uwagi                                                                     |
| --- | ----------------------------- | -------------------------------- | --------------------- | ------------------------------------------------------------------------- |
| 1   | Manuskrypt (2003)             | Le Manuscrit (2001)              | Béhé                  | W polskim wydaniu z 2016 oba tomy ukazały się w jednym zbiorczym albumie. |
| 2   | Fatwa (2016)                  | La Fatwa (2001)                  | Giulio De Vita        | W polskim wydaniu z 2016 oba tomy ukazały się w jednym zbiorczym albumie. |
| 3   | Meteor (2017)                 | Le Météore (2001)                | Jean-François Charles | W polskim wydaniu z 2017 oba tomy ukazały się w jednym zbiorczym albumie. |
| 4   | Przysięga (2017)              | Le Serment (2001)                | TBC                   | W polskim wydaniu z 2017 oba tomy ukazały się w jednym zbiorczym albumie. |
| 5   | Mściciel (2019)               | Le Vengeur (2002)                | Bruno Rocco           | W polskim wydaniu z 2019 oba tomy ukazały się w jednym zbiorczym albumie. |
| 6   | Wymiana (2019)                | L'Échange (2002)                 | Alain Mounier         | W polskim wydaniu z 2019 oba tomy ukazały się w jednym zbiorczym albumie. |
| 7   | Spiskowcy (2021)              | Les Conjurés (2002)              | Paul Gillon           | W polskim wydaniu z 2021 oba tomy ukazały się w jednym zbiorczym albumie. |
| 8   | Nahik (2021)                  | Nahik (2002)                     | Lucien Rollin         | W polskim wydaniu z 2021 oba tomy ukazały się w jednym zbiorczym albumie. |
| 9   | Papirus z Kôm-Ombo (2023)     | Le Papyrus de Kôm Ombo (2003)    | Michel Faure          | W polskim wydaniu z 2023 oba tomy ukazały się w jednym zbiorczym albumie. |
| 10  | Ostatnia sura (2023)          | La Dernière Sourate (2003)       | Franz                 | W polskim wydaniu z 2023 oba tomy ukazały się w jednym zbiorczym albumie. |